# HNK Hajduk Riserve
Il Hrvatski Nogometni Klub Hajduk Split 2. momčad, meglio noto come Hajduk II, era la società di riserve del Hajduk Spalato, fondato nel 2014 e sciolto nel 2021.
Al pari delle seconde squadre del Rijeka e Dinamo Zagabria militava in seconda divisione senza poter partecipare alla Coppa di Croazia ne poter essere promossa nella stessa categoria della prima squadra.

## Allenatori
- 2014-2016  Marijo Osibov
- 2016-2017  Marko Lozo
- 2017-2019  Siniša Oreščanin
- 2019-2020  Mario Despotović
- 2020-2021  Goran Sablić

## Palmarès

### Competizioni nazionali
- Treća HNL: 1

2016-2017 (girone Sud)

## Organico

### Rosa 2015-2016
| N. |                    | Ruolo | Calciatore      |
| -- | ------------------ | ----- | --------------- |
|    | Croazia (bandiera) | P     | Karlo Letica    |
|    | Croazia (bandiera) | P     | Bruno Šutalo    |
|    | Croazia (bandiera) | P     | Luka Delpont    |
|    | Croazia (bandiera) | D     | Toni Žile       |
|    | Croazia (bandiera) | D     | Petar Bosančić  |
|    | Croazia (bandiera) | D     | Domagoj Franić  |
|    | Croazia (bandiera) | D     | Alen Deanović   |
|    | Croazia (bandiera) | D     | Krešimir Luetić |
|    | Croazia (bandiera) | D     | Ante Vrljičak   |
|    | Croazia (bandiera) | D     | Marin Jurić     |
|    | Croazia (bandiera) | D     | Lorenco Šimić   |
|    | Croazia (bandiera) | D     | Petar Čeko      |
|    | Croazia (bandiera) | D     | Mateo Tomić     |
|    | Croazia (bandiera) | D     | Goran Domazet   |
|    | Croazia (bandiera) | D     | Bruno Budalić   |

| N. |                                 | Ruolo | Calciatore             |
| -- | ------------------------------- | ----- | ---------------------- |
|    | Croazia (bandiera)              | C     | Ante Kraljević         |
|    | Croazia (bandiera)              | C     | Ante Sršen             |
|    | Bosnia ed Erzegovina (bandiera) | C     | Ismar Hairlahović      |
|    | Bosnia ed Erzegovina (bandiera) | C     | Kristian Puljić        |
|    | Albania (bandiera)              | C     | Arlind Basha           |
|    | Croazia (bandiera)              | C     | Ivan Prskalo           |
|    | Croazia (bandiera)              | C     | Jerko Šeparović        |
|    | Croazia (bandiera)              | C     | Hrvoje Relota          |
|    | Croazia (bandiera)              | C     | Ante Kovačević         |
|    | Croazia (bandiera)              | C     | Domagoj Šarić          |
|    | Colombia (bandiera)             | C     | Nicholas Rafael Llanos |
|    | Croazia (bandiera)              | A     | Ivan Mastelić          |
|    | Croazia (bandiera)              | A     | Ivan Mamut             |
|    | Croazia (bandiera)              | A     | Duje Ribičić           |